# Рамос, Брайан
Бра́йан Андре́с Ра́мос Пас (исп. Bryan Andrés Ramos Paz; род. 8 августа 2001, Ла-Сейба) — гондурасский футболист, вратарь клуба «Реал Эспанья». Участник Олимпийских игр 2020 года в Токио.

## Клубная карьера
Является воспитанником клуба «Реал Эспанья» из города Сан-Педро-Сула. Дебютировал в его составе в чемпионате Гондураса 23 февраля 2020 года в матче против «Лобос УПНФМ». Рамос вышел на поле в стартовом составе и провёл на поле весь матч, оставив свои ворота в неприкосновенности. Эта игра стала единственной его игрой в сезоне.

## Карьера в сборной
Летом 2021 года в составе олимпийской сборной Гондураса принимал участие в футбольном турнире Олимпийских игр 2020 года в Токио. На турнире выступал в роли третьего голкипера и участия в матчах не принимал. Сборная Гондураса в трёх матчах группового этапа одержала одну победу над Новой Зеландией и две игры с Румынией и Южной Кореей проиграла, в результате чего заняла последнее место в турнирной таблице и в плей-офф турнира не прошла.

## Клубная статистика
| Выступление      | Выступление      | Выступление      | Лига | Лига | Кубки | Кубки | Конт. кубки | Конт. кубки | Итого | Итого |
| Клуб             | Лига             | Сезон            | Игры | Голы | Игры  | Голы  | Игры        | Голы        | Игры  | Голы  |
| ---------------- | ---------------- | ---------------- | ---- | ---- | ----- | ----- | ----------- | ----------- | ----- | ----- |
| Реал Эспанья     | Лига Насьонал    | 2019/20          | 1    | 0    | 0     | 0     | 0           | 0           | 1     | 0     |
| Реал Эспанья     | Лига Насьонал    | 2020/21          | 0    | 0    | 0     | 0     | 0           | 0           | 0     | 0     |
| Реал Эспанья     | Итого            | Итого            | 1    | 0    | 0     | 0     | 0           | 0           | 1     | 0     |
| Всего за карьеру | Всего за карьеру | Всего за карьеру | 1    | 0    | 0     | 0     | 0           | 0           | 1     | 0     |